# Oscar Uccelli
Oscar Uccelli (Tavernelle, 1894 – Perugia, 17 settembre 1971) è stato un politico italiano, podestà di Perugia dal 1923 al 1929.

## Biografia
Laureato in Giurisprudenza, è tenente di fanteria durante la prima guerra mondiale. Nel 1934 viene poi promosso capitano di complemento e decorato con croce al merito. Nel 1921 si iscrive Fasci e diviene segretario federale di Perugia nello stesso anno fino al 1922. Dopo il commissariamento di Silvio Ghidoli durato dal 1921 - al 1923, viene nominato podestà il 22 febbraio 1923 fino al 20 dicembre 1929.
Nel 1929 viene designato prefetto alle sedi di La Spezia, Pescara, Siena e Forlì. Nel 1941 ebbe l'incarico di vicegovernatore di Roma, che mantenne fino al trasferimento a Milano.
Fu rimosso dall'incarico da Badoglio alla fine del luglio 1943 con la caduta del fascismo, ma con l'occupazione tedesca e la nascita della Repubblica Sociale Italiana verrà nuovamente destinato a Milano il 1º ottobre 1943 con l'incarico di preside della Provincia, nuova definizione assunta dal governo della Repubblica Sociale che ampliava anche le funzioni dei prefetti e rimarrà in carica fino al 1944.
In questa funzione il 19 dicembre 1943 convocò il Tribunale militare straordinario che condannò a morte otto partigiani innocenti come rappresaglia dell'attentato al segretario del partito fascista di Milano Aldo Resega. L'esecuzione avvenne il 19 dicembre stesso all'Arena di Milano.
La Corte d'Assise speciale lo condannò a morte nel 1945 insieme all'ex-ministro degli interni della RSI Guido Buffarini Guidi considerando gravissime le loro responsabilità.
Mentre Buffarini Guidi fu giustiziato in quanto criminale di guerra, il ricorso di Uccelli in Cassazione fu accolto e la Corte d'Assise speciale di Brescia rifece il processo e lo condannò a 30 anni di reclusione. Fu liberato già nel marzo del 1947.